# Pedilochilus stictanthus
Pedilochilus stictanthus är en orkidéart som beskrevs av Rudolf Schlechter. Pedilochilus stictanthus ingår i släktet Pedilochilus och familjen orkidéer. Inga underarter finns listade i Catalogue of Life.